# Strappado
Strappado (ital. strappare „reißen“) ist sowohl eine Foltermethode als auch eine Praktik aus dem Bereich BDSM.

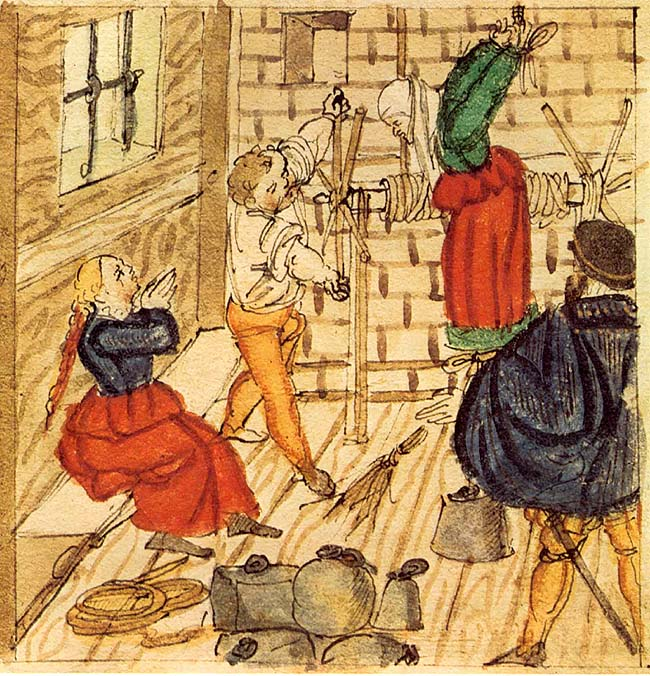
Strappado einer angeblichen Hexe in Mellingen, Hans Ueli (1577)

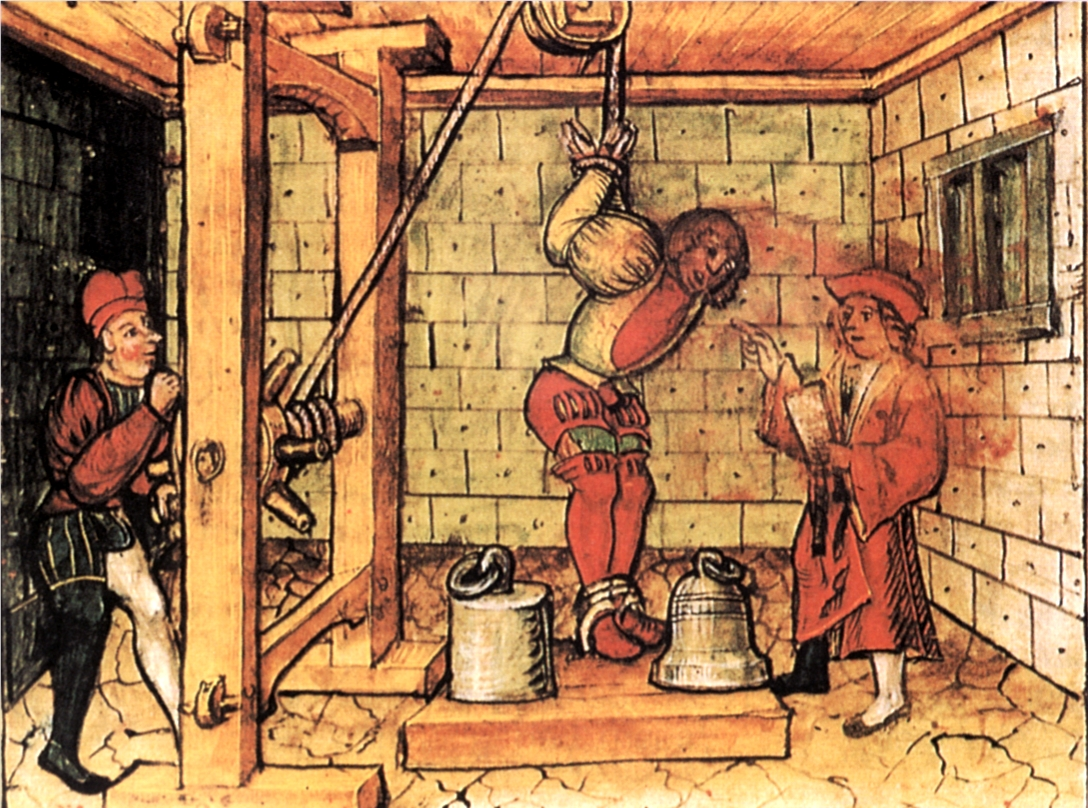
Hans Spiess wird durch Strappado mit Gewichten gefoltert, um den Mord an seiner Gattin zu gestehen, Willisau, 1503

## Foltermethode
Als Strappado oder Pendel wird eine leicht anzuwendende, vor allem im Mittelalter weit verbreitete Foltermethode bezeichnet. Die Handgelenke des Opfers wurden hinter dem Rücken gefesselt und dann mit einem Seil, das über einen Balken, eine Rolle oder einen Haken an der Decke lief, nach oben gezogen, bis das Opfer an seinen Armen hing. Diese Foltermethode ist sehr schmerzhaft und führt meist zur Auskugelung der Schultergelenke. 
In einer Variante des Strappado wurden dem Opfer die Handgelenke hinter dem Körper gefesselt, das Opfer wiederum an den Handgelenken nach oben gezogen, zusätzlich aber schwere Gewichte an den Fußgelenken befestigt. So kann nicht nur der Schulterbereich geschädigt werden, sondern auch die Beine und Hüften. Die daraus abgeleitete Estrapade war eine Hinrichtungsmethode.
Im Malleus Maleficarum (Hexenhammer, 1486) wird beschrieben, in welcher Reihenfolge die verschiedenen Folterinstrumente benutzt werden, um die entsprechende Person zu einem Geständnis zu zwingen. Das Strappado wurde bei eher schweren Vergehen angewandt.
Unter dem Namen „Pfahlhängen“ wurde das Strappado bis zum Jahre 1942 in deutschen Konzentrationslagern angewendet.

## Rezeption
Die Death-/Thrash-Metal-Band Slaughter benannte ihr 1986 erschienenes Album Strappado nach dieser Foltermethode.

## BDSM
Im Bereich von BDSM ist eine ähnliche, ebenso als Strappado bezeichnete Technik in Gebrauch. Der Bottom wird auf ähnliche Weise gefesselt wie in der beschriebenen Foltermethode, die Arme werden jedoch nur soweit hochgezogen, dass der gewünschte Immobilisierungs- und Schmerzeffekt eintritt, ohne gesundheitliche Schäden zu hinterlassen. Die Füße des Opfers bleiben daher im Allgemeinen auf dem Boden. 